# ملفالان
ملفالان (به انگلیسی: Melphalan)
رده درمانی: داروهای آلکیله کننده درمان نئوپلاسم . 
اشکال دارویی: قرص

## موارد مصرف
ملفالان در درمان کارسینومای تخمدان، پستان، بیضه و میلوم مولتیپل مصرف می‌شود.

## مکانیسم اثر
ملفالان داروی گروه‌آلکیله‌کننده‌است و در چرخه سلولی به‌طور غیراختصاصی اثر می‌کند. اثر این‌دارو عمدتاً مربوط به ایجاد اتصال بین دو رشته مولکولی DNA و RNA و مهارساخت پروتئین است. همچنین تا حدی‌دارای فعالیت کاهنده ایمنی نیز می‌باشد. 

## عوارض جانبی
نوتروپنی، عفونت، انقباض راه‌های هوایی ( برونکواسپاسم)، بدخیمی ثانویه وکاهش پلاکتهای خون از عوارض شایع‌این دارو است. سمیت کبدی، پنومونیت، فیبروز ریه، آنافیلاکسی و حساسیت مفرط نیز ممکن است.